# Pekel, Maribor
Pekel este o localitate din comuna Maribor, Slovenia, cu o populație de 135 de locuitori.